# Stasimopus meyeri
Stasimopus meyeri là một loài nhện trong họ Ctenizidae. S. meyeri được miêu tả năm 1879 bởi Ferdinand Karsch.